# St-Paul-St-Louis (Paris)

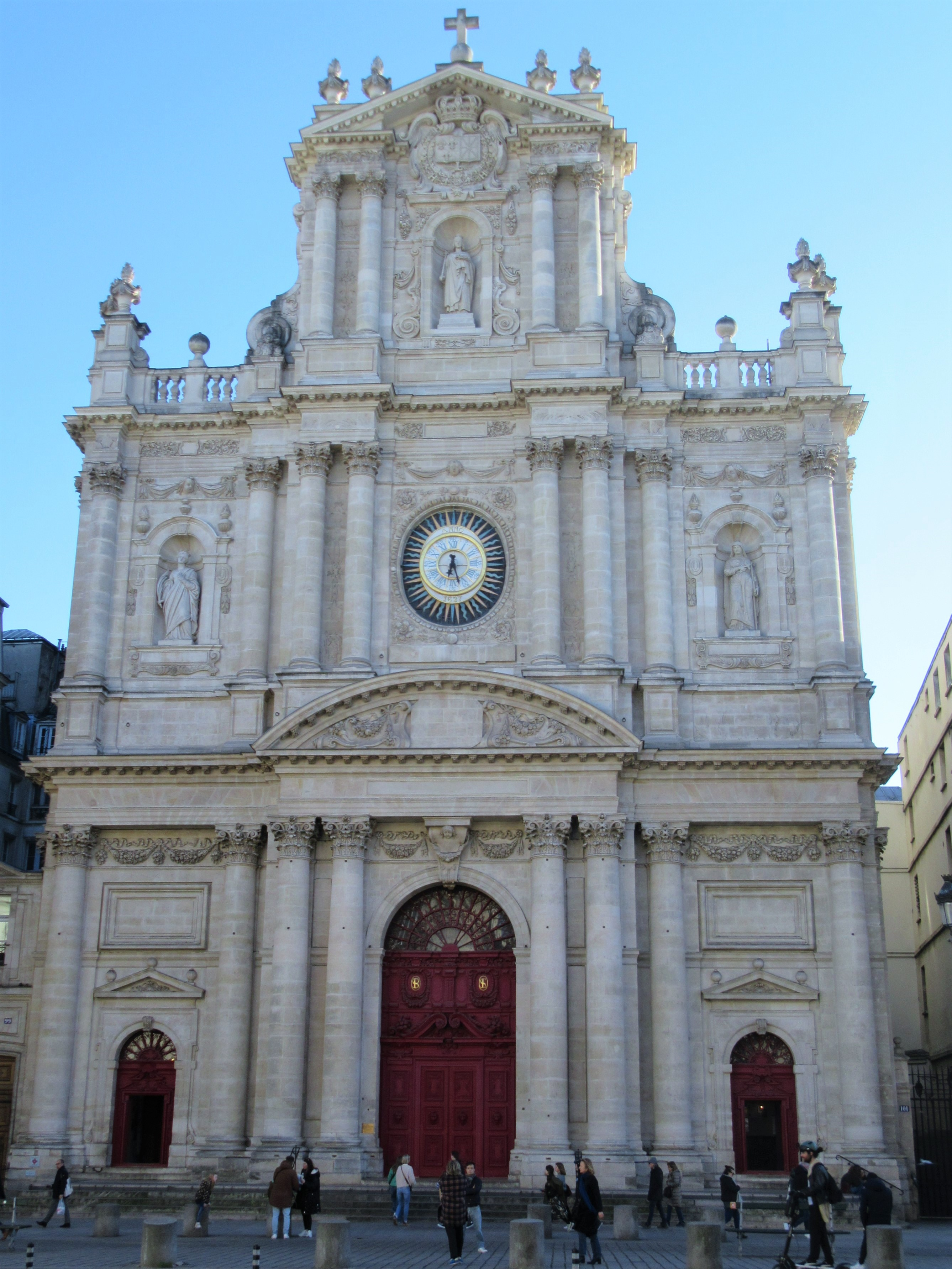
Außenansicht von Saint-Paul-Saint-Louis (April 2023)

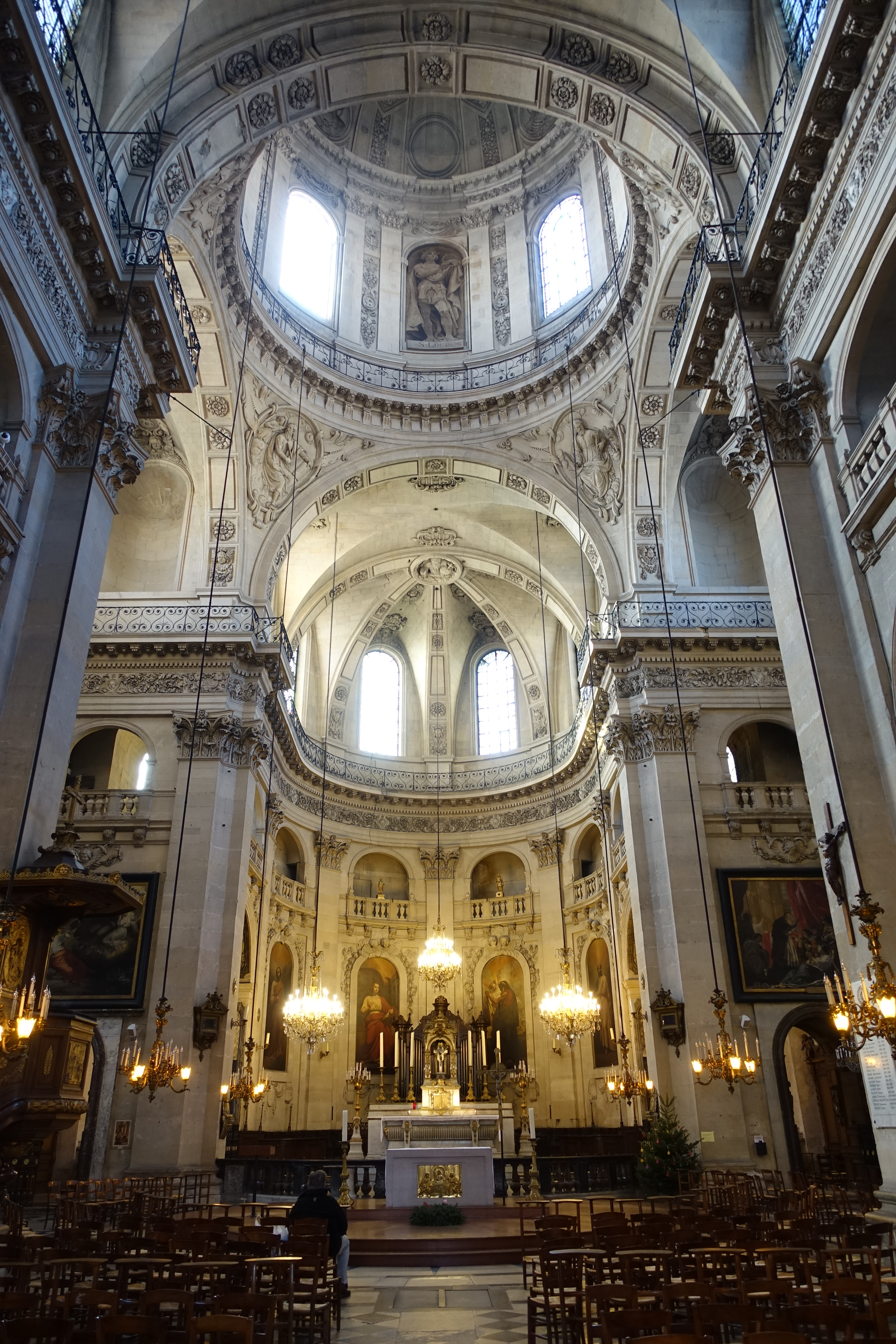
Innenansicht von Saint-Paul-Saint-Louis

Saint-Paul-Saint-Louis ist eine in den Jahren 1627 bis 1641 erbaute Pfarrkirche in der Rue St. Antoine in Paris (4. Arrondissement). Ihr Stil entspricht dem der Jesuitenkirchen.

## Geschichte
1619 überließ König Ludwig XIII. den Jesuiten das Grundstück der heutigen Kirche, nachdem deren Räumlichkeiten im Palais Rochepot zu klein geworden waren. Im Auftrag des Ordens wurde die heutige Kirche von 1627 bis 1641 als Klosterkirche des Maison professe de Paris (auch Couvent des Grands-Jésuites genannt) unter Leitung der jesuitischen Architekten Étienne Martellange und François Derand errichtet. Dabei orientierte man sich stark an der Mutterkirche der Jesuiten Il Gesù in Rom. 
Die fertige Klosterkirche wurde Saint-Louis gewidmet. Nach der Einweihung 1641 unter Kardinal Richelieu erfreute sich die Kirche, bei der insbesondere die Verkündigung des Wortes Gottes im Mittelpunkt stand, großer Beliebtheit. In den Jahren 1688 bis 1698 wirkte Marc-Antoine Charpentier als bei den Jesuiten angestellter maître de chapelle (Kapellmeister) in dieser Kirche. Nach dem Tod des Königs Ludwig XIV. im Jahr 1715 wurde in der Klosterkirche sein Herz bestattet, da Geistliche des Jesuitenklosters wie Pater François d’Aix de Lachaise ihn lange Jahre als Beichtväter begleitet hatten. Nach der gewaltsamen Vertreibung der Jesuiten und der Aufhebung des Klosters unter Ludwig XV. im Jahre 1762 verwaiste die Kirche. 
Nach der Restauration der Bourbonen wurde der Herzbecher Ludwigs XIV. in die Kathedrale von Saint-Denis überführt. Die ehemalige Klosterkirche der Jesuiten erhielt nach dem Konkordat von 1801 im Jahr 1802 das Doppelpatrozinium St-Paul-St-Louis (in Erinnerung an die während der Revolution zerstörte Kirche St-Paul-des-Champs) und übernahm die Aufgabe einer Pfarrkirche.

## Architektur und Inneres
Die Kirche erinnert stark an ihr Vorbild Il Gesù, doch es mischen sich auch viele Elemente der französischen Bautradition hinein, etwa die mit 60 m recht hohe Kuppel. Die Fassade ist in ihrem Aufbau und ihrer Verziertheit stark vom italienischen Baustil beeinflusst.
Besonders sehenswert in der Seitenkapelle „Notre Dame des Sept Douleurs“ ist die Pietá des Renaissance-Bildhauers Germain Pilon von 1586 sowie das Gemälde Christus im Olivenhain von Eugène Delacroix aus dem Jahr 1827.
Während der Julirevolution von 1830 wurde die Kirche geplündert. 1850 restaurierte Victor Baltard sie und 1871 kam es während der Pariser Kommune erneut zu Plünderungen. Von 2012 bis 2015 wurden die Fassade und die kleine Laterne der Kuppel restauriert und seit 2017 erfolgt die Sanierung der Kirchenfenster und der Orgel.

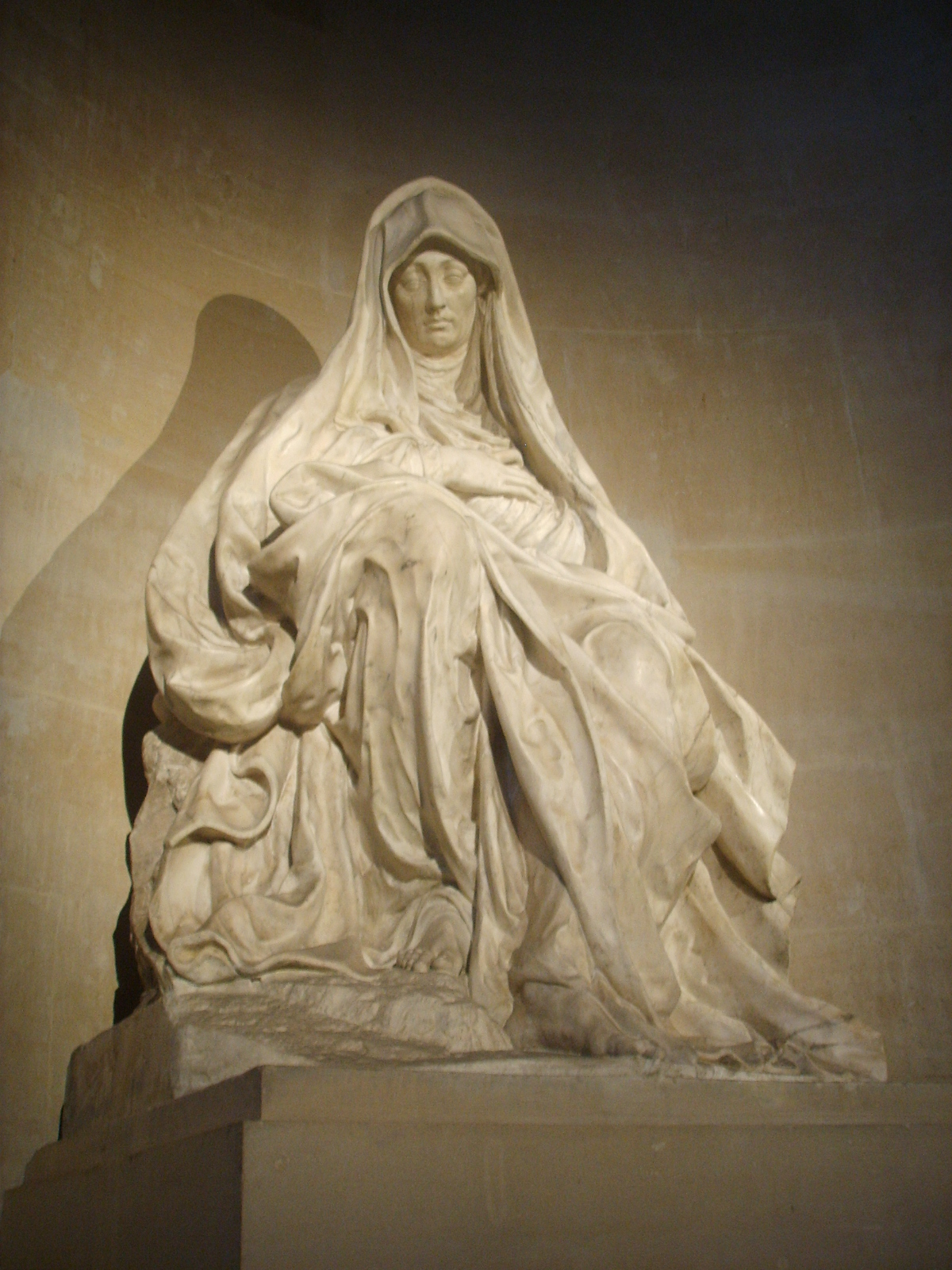
Piéta von Germain Pilon
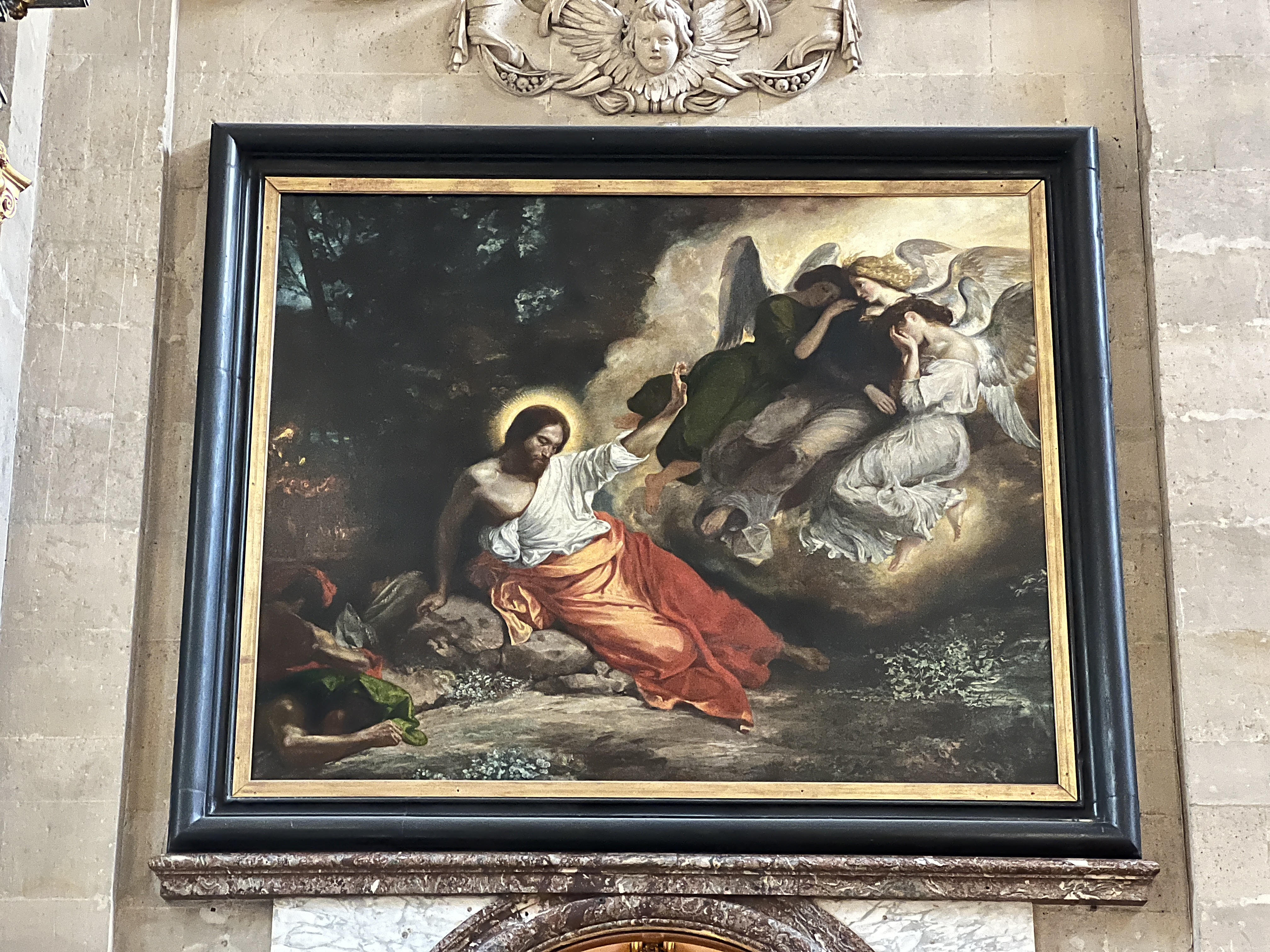
Christus im Olivenhain von Eugène Delacroix
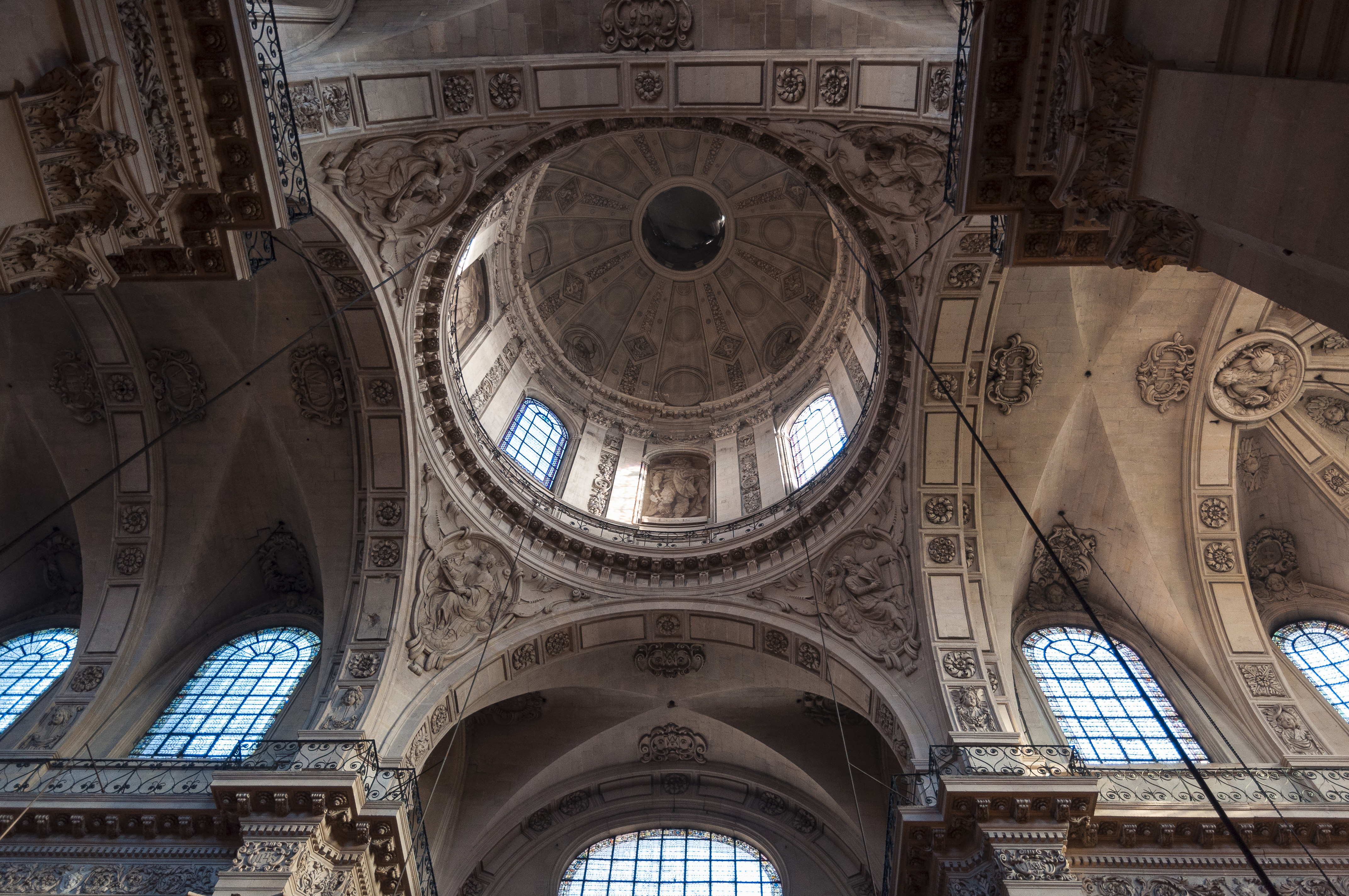
Ansicht der Kuppel
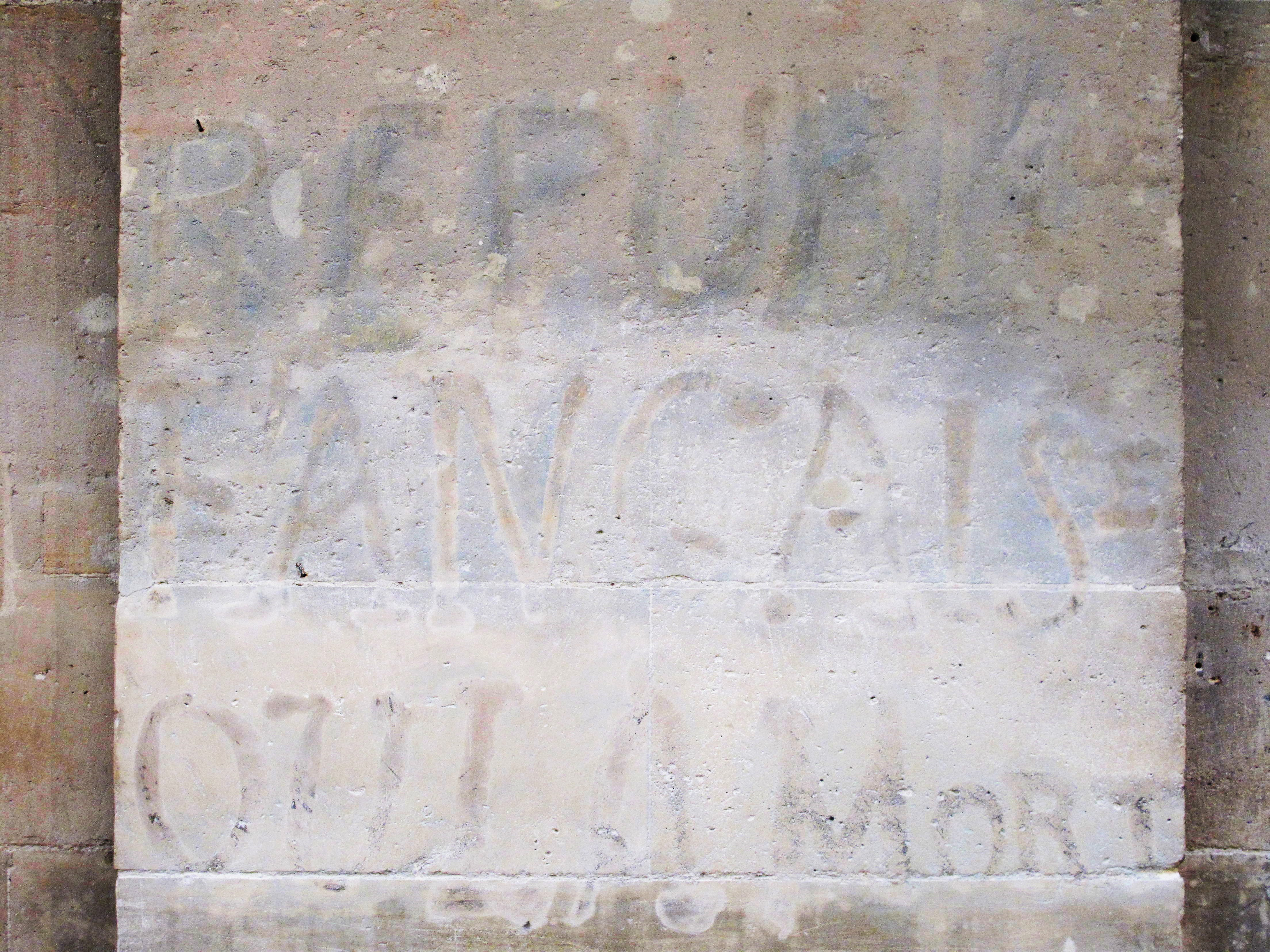
Francaise ou la mort (Graffito von 1871)

## Orgel

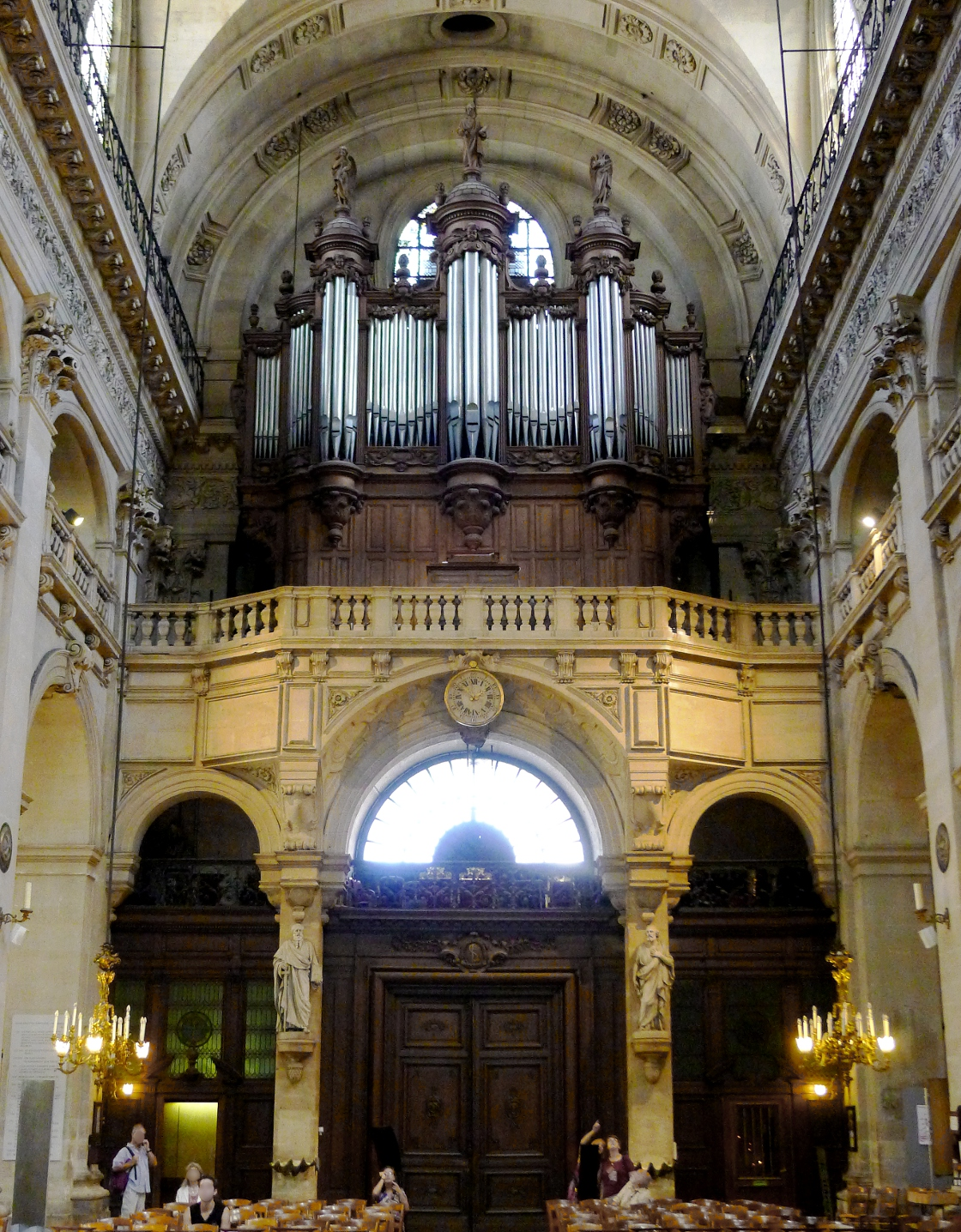
Blick auf die Orgel

Die große Orgel wurde 1871 von dem Orgelbauer Narcisse Martin erbaut. Das Instrument hat 40 Register auf drei Manualen und Pedal. Die Spiel- und Registertrakturen sind elektrisch.
| I Grand Orgue C–g3 |             |       |
| 1.                 | Bourdon     | 16′   |
| 2.                 | Montre      | 16′   |
| 3.                 | Bourdon     | 8′    |
| 4.                 | Montre      | 8′    |
| 5.                 | Prestant    | 4′    |
| 6.                 | Doublette   | 2′    |
| 7.                 | Plein jeu V |       |
| 8.                 | Cornet V    |       |
| 9.                 | Bombarde    | 16-8′ |
| 10.                | Trompette   | 8′    |
| 11.                | Clairon     | 4′    |

| II Positif C–g3 |               |        |
| 12.             | Bourdon       | 8′     |
| 13.             | Flûte         | 8′     |
| 14.             | Montre        | 8′     |
| 15.             | Prestant      | 4′     |
| 16.             | Nasard        | 2 ⁄3′  |
| 17.             | Doublette     | 2′     |
| 18.             | Tierce        | 1 3⁄5′ |
| 19.             | Plein jeu III |        |
| 20.             | Trompette     | 8′     |
| 21.             | Clairon       | 4′     |

| III Récit expressif C–g3 |                  |     |
| 22.                      | Bourdon          | 8′  |
| 23.                      | Dulciane         | 8′  |
| 24.                      | Voix céleste     | 8′  |
| 25.                      | Flûte à cheminée | 4′  |
| 26.                      | Quarte           | 2′  |
| 27.                      | Sesquialtera II  | 2′  |
| 28.                      | Plein jeu III    |     |
| 29.                      | Bombarde douce   | 16′ |
| 30.                      | Trompette        | 8′  |
| 31.                      | Hautbois         | 8′  |
|                          | Tremolo          |     |

| Pédale C–f1 |           |     |
| 32.         | Soubasse  | 16′ |
| 33.         | Flûte     | 16′ |
| 34.         | Bourdon   | 8′  |
| 35.         | Flûte     | 8′  |
| 36.         | Bourdon   | 4′  |
| 37.         | Flûte     | 4′  |
| 38.         | Bombarde  | 16′ |
| 39.         | Trompette | 8′  |
| 40.         | Clairon   | 4′  |

- Koppeln: I/II, III/II, III/I, I/P, II/P